# Аделаидские холмы
Аделаидские холмы являются частью хребта Маунт-Лофти, к востоку от Аделаиды в штате Южная Австралия. Неофициальным центром региона является город Маунт-Баркер, в котором проживает 9,5 тыс. человек. Это один из наиболее быстрорастущих городов Австралии.

## История
Аделаидские холмы были первой территорией Южной Австралии, занятой европейскими поселенцами. Несколько городов региона появились как преимущественно германские поселения: Хандорф и Лобеталь наиболее известны. Эти города сохранили оригинальное название и архитектурные особенности. В них до сих пор проживают потомки первых поселенцев с немецкими корнями. Они до сих пор сохраняют значительные культурные связи с Германией, а пожилые жители городов даже говорят преимущественно по-немецки.